# Accidente del Cessna 501 de 2021
El sábado 29 de mayo de 2021, un Cessna 500 Citation I se estrelló en el lago Percy Priest, poco después del despegue del aeropuerto de Smyrna, Tennessee (MQY).
La aeronave despegó de la pista 32 a las 10:53 y comenzó un viraje a la derecha en ascenso. Después de alcanzar los 2900 pies, la aeronave descendió a unos 1800 pies antes de subir de nuevo a 3000 pies. Luego, la aeronave comenzó un descenso rápido e impactó el agua del lago Percy Priest. En el avión se encontraba el actor Joe Lara con su esposa junto a otras 4 personas y el piloto. Murieron todos a bordo.

## Aeronave
El avión era un Cessna 501 Citation 1 que había volado por primera vez en mayo de 1982, con número de serie 501-0254 y con motores P&W Canada JT15D-1.

## Eventos
A las 10:53 a. m. del sábado por la mañana, un Cessna 501 de 1982 partió del aeropuerto de Smyrna en dirección a Palm Beach International. Poco después del despegue, el pequeño jet se estrelló contra el lago Percy Priest, informó un portavoz del gobierno del condado de Rutherford en un comunicado a Estaciones de televisión FOX el sábado.
La Administración Federal de Aviación confirmó que siete personas iban a bordo.
Los navegantes en el lago informan que el avión se estrelló contra el agua cerca del Área Recreativa de Fate Sanders. Las autoridades bloquearon un campo de escombros. La zona del accidente del lago se describió como una "mancha de petróleo". 
En una conferencia de prensa el sábado por la noche, el Capitán Joshua Sanders del Cuerpo de Bomberos del Condado de Rutherford dijo que después de buscar en el lago desde las 11 a. m., "hemos pasado de un esfuerzo de rescate a un esfuerzo de recuperación".
Los equipos de buceo de Rutherford County Fire & Rescue (RCFR), la Oficina de Manejo de Emergencias de Metro Nashville, el Departamento de Policía de Metro Nashville y la agencia de Manejo de Emergencias del Condado de Wilson han recuperado varios componentes de la aeronave Cessna 501 de 1982, así como restos humanos. 
Además de que las autoridades estaban en el agua, los trabajadores continuaron operando drones con la esperanza de encontrar escombros que pudieran haberse alejado del lugar del accidente. 
Las operaciones de drones continúan sobre el campo de escombros, y el tráfico en el espacio aéreo se ha restringido en el lugar del accidente y dentro de un radio de una milla náutica, 500 pies de altitud.
Un inspector retirado de la FAA, Larry Williams, dice que el accidente ocurrió tan rápido que el piloto nunca pidió ayuda.

## Fallecidos
Joe Lara fue una de las siete personas muertas. Se identificaron los otros junto con la esposa de Joe y su yerno: 
- Gwen Lara (Esposa de Joe)
- Brandon Hannah (Yerno de Joe)

- Jennifer J.
- Martin David L. Martin

- Jessica Walters
- Jonathan Walters

Gwen era conocida por fundar los estudios bíblicos Weigh Down Workshop. Combinó su experiencia médica y nutricional con su dedicación al cristianismo para fundar lo que finalmente se convirtió en el seminario de pérdida de peso número uno en el mundo, según su biografía en Remnant Fellowship Church. 
La aeronave era propiedad de la iglesia.
Todos ellos eran lugareños y se dice que eran parte de la misma iglesia.
Por su parte, Joe fue famoso desde sus días en la televisión, cuando interpretó al Rey de la jungla entre 1996 y 2000, protagonizada por Tarzán en un total de 22 episodios, incluida una película para televisión que salió años antes llamada “Tarzán en Manhattan”, que lo impulsó en el papel.
Ha estado involucrado en otros proyectos de acción / fantasía a lo largo de los años, incluidos Steel Frontier, Sunset Heat, Gunsmoke: The Last Apache, American Cyborg: Steel Warrior, The Magnificent Seven y Baywatch y Tropical Heat, entre muchos otros. Lara tenía 28 créditos de actuación a su nombre.

## Esfuerzos de rescate
Las autoridades de Estados Unidos están examinando el lugar del accidente del pequeño avión mientras realizan operaciones de búsqueda y rescate. Se pidió a los navegantes que se mantuvieran alejados de la zona y se solicitó la asistencia de civiles.
Además, un grupo de bomberos y otros equipos de rescate fueron enviados al lugar, pero, después de una operación que duró toda la noche, las autoridades informaron que se encontró que los pasajeros habían fallecido y se notificó a sus familias en ese mismo instante.
Las tripulaciones en la escena "ya no buscaban víctimas vivas en este momento", dijo el capitán Sanders. "Ahora nos estamos recuperando todo lo que podemos del lugar del accidente".
Dijo que los buzos que habían buscado en el lago planeaban reanudar su búsqueda el domingo por la mañana.
Para el 1 de junio de 2021, los buscadores habían recuperado ambos motores de avión, una parte significativa del fuselaje y restos humanos no identificados. Las autoridades habían nombrado ya a las siete víctimas, pero no estaba claro quién volaba el avión cuando se estrelló.

## Investigación
La Junta Nacional de Seguridad en el Transporte (NTSB) tuvo a su investigador principal en el lugar el domingo y asumió el cargo de agencia investigadora principal. Están siendo asistidos por múltiples agencias, pero el segundo al mando parece ser la Administración Federal de Aviación (FAA), seguida por funcionarios locales. La NTSB también ha contado la ayuda de la compañía de aviones Cessna y de otras agencias para ayudar con la investigación y poder determinar qué salió mal.
Se dice que Joe Lara y otra víctima eran los pilotos y, según los registros de certificación de pilotos examinados por USA Today, ninguno estaba debidamente calificado para volar el avión; el certificado médico de Lara había expirado mientras que el otro hombre carecía de la habilitación de tipo requerida para volar el jet.
Sin embargo, el 1 de junio, la Iglesia Remnant Fellowship Church mostró un certificado médico aparentemente válido a la Administración Federal de Aviación de Lara, pero el médico forense de aviación mencionado en el certificado se negó a confirmar su autenticidad, y dirigió las preguntas a la FAA, que solo indicó que su base de datos de certificados médicos es actual y "generalmente precisa" y pospuso más preguntas a la NTSB. 
Aviation International News dijo que Lara tenía un certificado médico válido y que ambos pilotos tenían habilitaciones multimotor e instrumental.

### Causa
La NTSB concluyó que los pilotos perdieron el control de la aeronave mientras ascendían debido a la desorientación espacial.